# Ратни циркус
 Ратни циркус  је амерички ратни филм режисера Ричарда Брукса. Главне у улоге играју: Хамфри Богарт и Џун Алисон.

## Улоге
| Глумац         | Улога                      |
| -------------- | -------------------------- |
| Хамфри Богарт  | мајор Џед Веб              |
| Џун Алисон     | поручница Рут Макгара      |
| Кинан Вин      | наредник Орвил Стат        |
| Роберт Кит     | потпуковник Хилари Волтерс |
| Вилијам Кембел | капетан Џон Растфорд       |
| Пери Шијан     | поручник Лоренс            |
| Патриша Тирнан | поручница Роуз Ашланд      |